# Lori FC
Football Club Lori (armensk: Լոռի Ֆուտբոլային Ակումբ) er en armensk fodboldklub fra Vanadzor, der blev dannet den 2017.

## Historiske slutplaceringer
| Sæson   | Niveau | Liga         | Placering | Kilde |
| ------- | ------ | ------------ | --------- | ----- |
| 2017-18 | 2.     | 1. liga      | 1.        | [ 1 ] |
| 2018-19 | 1.     | Premier liga | 5.        | [ 2 ] |
| 2019-20 | 1.     | Premier liga | 5.        | [ 3 ] |
| 2020-21 | 1.     | Premier liga | 8.        | [ 4 ] |

## Nuværende trup
Pr. 27. april 2019.